# Volkswagen Tiguan
Volkswagen Tiguan je luksuzni terenac koji se proizvodi od 2007. godine. 
Cijena Tiguana počinje kod 217.700 kn za 1.4 TSI Trend & Fun.

## Motori
|                | Tiguan TSI 4MOTION | Tiguan TSI 4MOTION | Tiguan TSI 4MOTION | Tiguan TDI 4MOTION | Tiguan TDI 4MOTION |
| -------------- | ------------------ | ------------------ | ------------------ | ------------------ | ------------------ |
| Proizvodnja    | od 2007.           | od 2008.           | od 2008.           | od 2007.           | od 2008.           |
| broj cilindra  | 4 cilindra         | 4 cilindra         | 4 cilindra         | 4 cilindra         | 4 cilindra         |
| Obujam         | 1.390 cm³          | 1.984 cm³          | 1.984 cm³          | 1.986 cm³          | 1.986 cm³          |
| Snaga          | 110 kW (150 PS)    | 125 kW (170 PS)    | 147 kW (200 PS)    | 103 kW (140 PS)    | 125 kW (170 PS)    |
| najveća brzina | 192 km/h           | 201 km/h           | 210 km/h           | 186 km/h           | 201 km/h           |
| 0–100 km/h     | 9,6 s              | 8,5 s              | 7,9 s              | 10,5 s             | 8,9 s              |

## Ime
Ime Tiguan se zastaje od riječi Tigar i Leguan, koje su izabrali čitatelji njemačkog Auto Bilda u jednoj anketi koja je trajala do 15. lipnja 2006. godine. Druga moguća imena su bila Nanuk, Namib, Rockton i Samun.

## Opreme
Za Tiguana postoje sljedeće opreme: 
- Trend & Fun: za vožnju po cesti
- Sport & Style: za vožnju po cesti
- Track & Field: za off-road vožnju

## Vanjske poveznice
- Volkswagen Hrvatska